# Rivière Saco
La Saco River est un cours d’eau qui coule dans le nord-est du New Hampshire et le sud-ouest du Maine (États-Unis) et se jette dans l'océan Atlantique à Saco Bay, après avoir notamment traversé les villes de Conway, Biddeford et de Saco. Elle fournit de l'eau potable à près de 250 000 habitants de la région.

## Cours

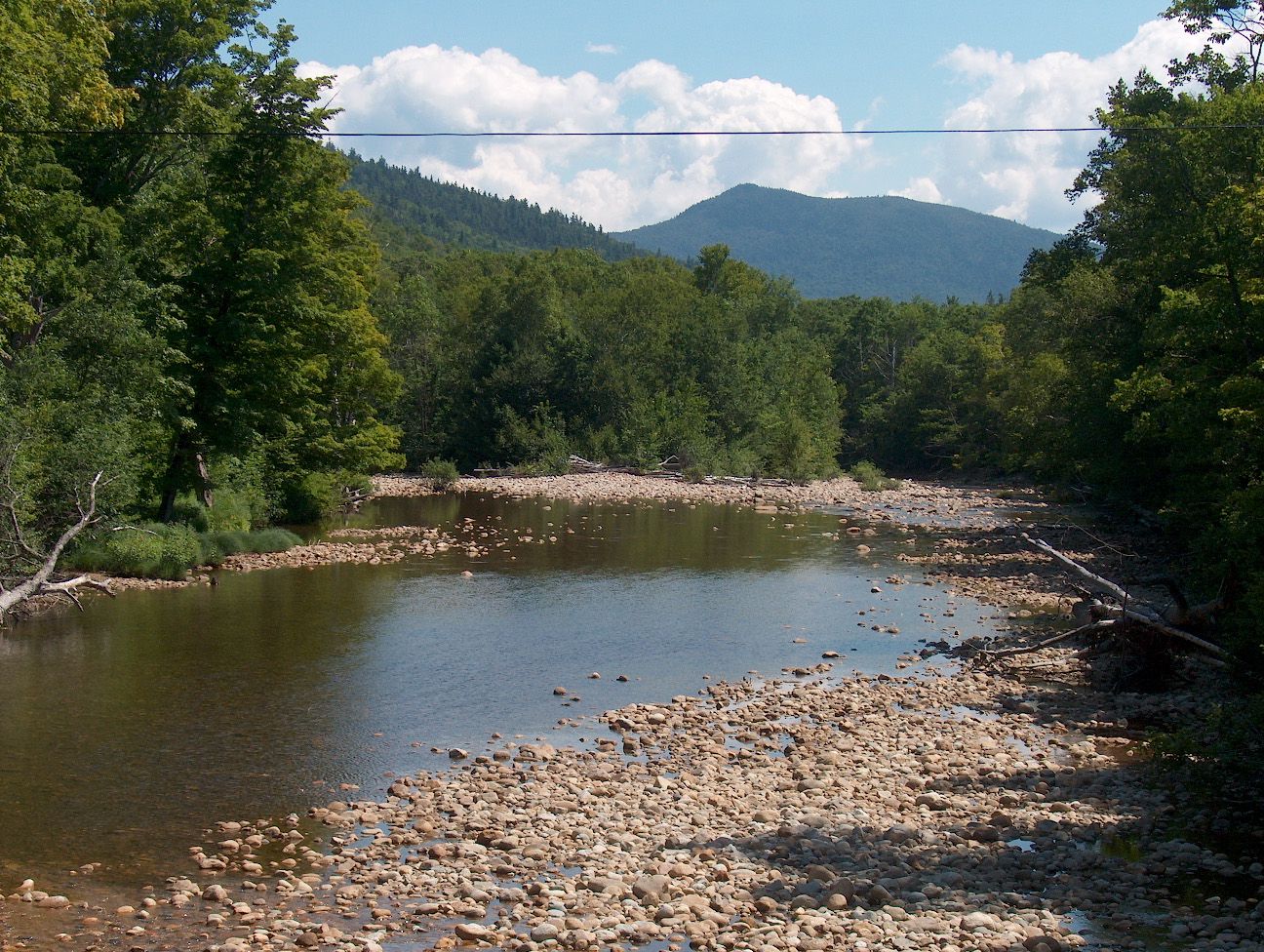
Le lac Saco.

La rivière prend sa source au lac Saco à Crawford Notch dans les White Mountains et coule généralement vers le sud-sud-est arrosant les villes de Bartlett et Conway dans le comté de Carroll au New Hampshire, avant d'entrer dans le Maine par le comté d'Oxford.
Peu de temps après avoir pénétré dans Fryeburg, la rivière rejoint l'ancienne branche "Old Course". Construit dans les années 1800 pour être plus pratique pour les agriculteurs, le long canal de 10 km de long, au lieu des 24 km de l’ancien parcours, est maintenant considéré comme le parcours officiel de la rivière, L'extrémité amont de l'ancien parcours est en grande partie saturée. La confluence se fait près de Lovell.
Après avoir traversé six centrales hydroélectriques exploitées par NextEra Energy Resources, la rivière pénètre dans le comté d’York, traverse l’Interstate 95 et passe entre Saco et Biddeford, les deux villes étant reliée par l’US Route 1. Elle se jette dans l'Océan Atlantique par la baie de Saco, tributaire du Golfe du Maine.

## Histoire
Dans son Histoire de la Nouvelle-France, Marc Lescarbot l'a désignée « rivière du capitaine Olmechin, au port du Chouaköet ».
La carte que Champlain a dessinée pendant son séjour dans la baie de Chouacouët et qui a été gravée pour illustrer ses Voyages de 1613.